# She Is
She Is (en hangul, 좋아), es el primer álbum de estudio del cantante surcoreano Jonghyun. El álbum fue lanzado el 24 de mayo de 2016 por S.M. Entertainment y distribuido por KT Music.

## Antecedentes y lanzamiento
Jonghyun lanzó el álbum a través de una variedad de sitios de música el 24 de mayo y comenzó oficialmente las promociones con su aparición en M! Countdown de Mnet el 26 de mayo. El álbum consta de nueve canciones y Jonghyun lo describe como el álbum en el que «uno puede sentir su pasión como cantante y compositor» y abarca varios géneros como electro-punk, EDM y R&B. Ocho de las nueve canciones están compuestas por él mismo. El estilo de moda de Jonghyun para las promociones refleja elementos de la tendencia conocida de Shinee, incluyendo los trajes coloridos y jeans ajustados, además de que muestra un look inspirado de los 90.

## Actuación comercial
En Corea del Sur, She Is se ubicó en el primer lugar de Gaon Chart en la semana del 22 al 28 de mayo de 2016. El álbum pasó un total de tres semanas en el top 10 de la lista y un total de cinco semanas en el top 100.
En los Estados Unidos, She Is se posicionó en el cuarto lugar en los álbumes mundiales de Billboard durante la semana del 11 de junio de 2016, siendo el debut de más alto rango de la semana. En la misma semana, el álbum se posicionó en el puesto 20 de la lista Heatseekers Albums de Billboard.
She Is se posicionó en el octavo puesto en el mes de mayo de 2016 con un total de 45 415 copias vendidas. Para el mes de junio del mismo año, el álbum se colocó en el número 10 con 10 574 copias vendidas. El álbum ha vendido 55 989 copias desde su lanzamiento.

## Lista de canciones
| She Is |                       |              |                                                                                                 |                                                                                                 |          |  |
| N.º    | Título                | Letras       | Música                                                                                          | Arreglo                                                                                         | Duración |  |
| 1.     | «좋아 (She Is)»       | Kim Jonghyun | Kim Jonghyun, Crush, Philtre, Wefreaky                                                          | Philtre                                                                                         | 03:11    |  |
| 2.     | «White T-Shirt»       | Kim Jonghyun | Henrik Meinke, Jonas Kalisch, Alexsej Vlasenko, Jeremy Chacon, Ilanguaq Lumholt, Marcus Winther | Henrik Meinke, Jonas Kalisch, Alexsej Vlasenko, Jeremy Chacon, Ilanguaq Lumholt, Marcus Winther |          |  |
| 3.     | «우주가 있어 (Orbit)» | Kim Jonghyun | Kim Jonghyun, Wefreaky, Coach & Sendo                                                           | Coach & Sendo, Wefreaky                                                                         | 03:17    |  |
| 4.     | «Moon»                | Kim Jonghyun | Kim Jonghyun, LDN Noise, Adrian McKinnon                                                        | LDN Noise                                                                                       | 02:44    |  |
| 5.     | «AURORA»              | Kim Jonghyun | Kim Jonghyun, Deez                                                                              | Deez                                                                                            | 03:54    |  |
| 6.     | «Dress Up»            | Kim Jonghyun | Kim Jonghyun, LDN Noise                                                                         | LDN Noise                                                                                       | 03:05    |  |
| 7.     | «Cocktail»            | Kim Jonghyun | Kim Jonghyun, Bryan-Michael Cox, Clifford Henson                                                | Bryan-Michael Cox, Clifford Henson                                                              | 03:39    |  |
| 8.     | «RED»                 | Kim Jonghyun | Kim Jonghyun, Wefreaky, Ryan Kim, Chase                                                         | Im Kwang Ok, Ryan Kim, Chase                                                                    | 03:14    |  |
| 9.     | «Suit Up»             | Kim Jonghyun | Kim Jonghyun, Wefreaky, SCORE                                                                   | SCORE, Wefreaky                                                                                 | 03:50    |  |
| 29:52  |                       |              |                                                                                                 |                                                                                                 |          |  |

## Posicionamiento en listas
| Lista (2016)                     | Mejor posición |
| -------------------------------- | -------------- |
| Corea del Sur (Gaon)             | 1              |
| Estados Unidos (US World Albums) | 4              |

## Premios y nominaciones

### Victorias en programas musicales
| Canción  | Programa                  | Fecha              |
| -------- | ------------------------- | ------------------ |
| «She Is» | The Show (SBS MTV)        | 31 de mayo de 2016 |
| «She Is» | Show Champion (MBC Music) | 1 de junio de 2016 |

## Historial de lanzamiento
| Región        | Fecha              | Formato          | Distribuidora                |
| ------------- | ------------------ | ---------------- | ---------------------------- |
| Mundo         | 24 de mayo de 2016 | Descarga digital | S.M. Entertainment           |
| Corea del Sur | 24 de mayo de 2016 | Descarga digital | S.M. Entertainment, KT Music |
| Corea del Sur | 24 de mayo de 2016 | CD               | S.M. Entertainment, KT Music |